# Brighton Pavilion (valkrets)
Brighton Pavilion är en av de 650 enmansvalkretsarna till det brittiska underhuset. Sedan parlamentsvalet 2024 representeras Brighton Pavilion av Siân Berry (Green Party). Valkretsen inrättades år 1950.

## Ledamöter
|  | Val                | Kandidat        | Parti                |
|  | ------------------ | --------------- | -------------------- |
|  | 1950               | William Teeling | Konservativa partiet |
|  | 1969 (fyllnadsval) | Julian Amery    | Konservativa partiet |
|  | 1992               | Derek Spencer   | Konservativa partiet |
|  | 1997               | David Lepper    | Labour               |
|  | 2010               | Caroline Lucas  | Green Party          |
|  | 2024               | Siân Berry      | Green Party          |

## Valresultat sedan 2010
| Parlamentsvalet 2024: Brighton Pavilion                                                                 | Parlamentsvalet 2024: Brighton Pavilion | Parlamentsvalet 2024: Brighton Pavilion | Parlamentsvalet 2024: Brighton Pavilion | Parlamentsvalet 2024: Brighton Pavilion |
| --- | --------------------------------------- | --------------------------------------- | --------------------------------------- | --------------------------------------- |
| |                                         |                                         |                                         |                                         |
| Partier                                                                                                 | Andel                                   |                                         | Antal                                   |                                         |
| Greens                                                                                                  | 55,0 %                                  |                                         | 28 809                                  |                                         |
| Greens                                                                                                  | −2,0 %                                  |                                         |                                         |                                         |
| Labour                                                                                                  | 27,7 %                                  |                                         | 14 519                                  |                                         |
| Labour                                                                                                  | +5,1 %                                  |                                         |                                         |                                         |
| Konservativa                                                                                            | 7,6 %                                   |                                         | 3 975                                   |                                         |
| Konservativa                                                                                            | −10,1 %                                 |                                         |                                         |                                         |
| Reform UK                                                                                               | 5,4 %                                   |                                         | 2 836                                   |                                         |
| Reform UK                                                                                               | +4,1 %                                  |                                         |                                         |                                         |
| Liberaldemokraterna                                                                                     | 3,1 %                                   |                                         | 1 604                                   |                                         |
| Liberaldemokraterna                                                                                     | +3,1 %                                  |                                         |                                         |                                         |
| Övriga partier & kandidater                                                                             | 1,2 %                                   |                                         | 620                                     |                                         |
| Övriga partier & kandidater                                                                             |                                         |                                         |                                         |                                         |
| Valdeltagande                                                                                           | 70,0 %                                  |                                         | 52 363                                  |                                         |
| Valdeltagande                                                                                           |                                         |                                         |                                         |                                         |
| Kandidater: GRN: Siân Berry, LAB: Tom Gray, CON: Sarah Webster, REF: Mark Mulvihill, LDM: Ashley Ridley |                                         |                                         |                                         |                                         |

| Parlamentsvalet 2019: Brighton Pavilion                                                   | Parlamentsvalet 2019: Brighton Pavilion | Parlamentsvalet 2019: Brighton Pavilion | Parlamentsvalet 2019: Brighton Pavilion | Parlamentsvalet 2019: Brighton Pavilion |
| ----------------------------------------------------------------------------------------- | --------------------------------------- | --------------------------------------- | --------------------------------------- | --------------------------------------- |
|                                                                                           |                                         |                                         |                                         |                                         |
| Parti                                                                                     | Andel                                   |                                         | Antal                                   |                                         |
| Greens                                                                                    | 57,2 %                                  |                                         | 33 151                                  |                                         |
| Greens                                                                                    | +4,9 %                                  |                                         |                                         |                                         |
| Labour                                                                                    | 22,8 %                                  |                                         | 13 211                                  |                                         |
| Labour                                                                                    | −4,0 %                                  |                                         |                                         |                                         |
| Konservativa                                                                              | 17,5 %                                  |                                         | 10 176                                  |                                         |
| Konservativa                                                                              | −1,7 %                                  |                                         |                                         |                                         |
| Brexitpartiet                                                                             | 1,3 %                                   |                                         | 770                                     |                                         |
| Brexitpartiet                                                                             | +1,3 %                                  |                                         |                                         |                                         |
| Övriga partier & kandidater                                                               | 1,2 %                                   |                                         | 690                                     |                                         |
| Övriga partier & kandidater                                                               |                                         |                                         |                                         |                                         |
| Valdeltagande                                                                             | 73,4 %                                  |                                         | 57 998                                  |                                         |
| Valdeltagande                                                                             |                                         |                                         |                                         |                                         |
| Kandidater: GRN: Caroline Lucas, LAB: Adam Imanpour, CON: Emma Hogan, BRX: Richard Milton |                                         |                                         |                                         |                                         |

| Parlamentsvalet 2017: Brighton Pavilion                                                    | Parlamentsvalet 2017: Brighton Pavilion | Parlamentsvalet 2017: Brighton Pavilion | Parlamentsvalet 2017: Brighton Pavilion | Parlamentsvalet 2017: Brighton Pavilion |
| ------------------------------------------------------------------------------------------ | --------------------------------------- | --------------------------------------- | --------------------------------------- | --------------------------------------- |
|                                                                                            |                                         |                                         |                                         |                                         |
| Parti                                                                                      | Andel                                   |                                         | Antal                                   |                                         |
| Greens                                                                                     | 52,3 %                                  |                                         | 30 149                                  |                                         |
| Greens                                                                                     | +10,4 %                                 |                                         |                                         |                                         |
| Labour                                                                                     | 26,8 %                                  |                                         | 15 450                                  |                                         |
| Labour                                                                                     | −0,5 %                                  |                                         |                                         |                                         |
| Konservativa                                                                               | 19,2 %                                  |                                         | 11 082                                  |                                         |
| Konservativa                                                                               | −3,6 %                                  |                                         |                                         |                                         |
| UKIP                                                                                       | 1,1 %                                   |                                         | 630                                     |                                         |
| UKIP                                                                                       | −3,9 %                                  |                                         |                                         |                                         |
| Övriga partier & kandidater                                                                | 0,7 %                                   |                                         | 376                                     |                                         |
| Övriga partier & kandidater                                                                |                                         |                                         |                                         |                                         |
| Valdeltagande                                                                              | 76,4 %                                  |                                         | 57 687                                  |                                         |
| Valdeltagande                                                                              |                                         |                                         |                                         |                                         |
| Kandidater: GRN: Caroline Lucas, LAB: Solomon Curtis, CON: Emma Warman, UKIP: Ian Buchanan |                                         |                                         |                                         |                                         |

| Parlamentsvalet 2015: Brighton Pavilion                                                                        | Parlamentsvalet 2015: Brighton Pavilion | Parlamentsvalet 2015: Brighton Pavilion | Parlamentsvalet 2015: Brighton Pavilion | Parlamentsvalet 2015: Brighton Pavilion |
| --- | --------------------------------------- | --------------------------------------- | --------------------------------------- | --------------------------------------- |
| |                                         |                                         |                                         |                                         |
| Parti | Andel                                   |                                         | Antal                                   |                                         |
| Greens | 41,8 %                                  |                                         | 22 871                                  |                                         |
| Greens | +10,5 %                                 |                                         |                                         |                                         |
| Labour | 27,3 %                                  |                                         | 14 904                                  |                                         |
| Labour | −1,7 %                                  |                                         |                                         |                                         |
| Konservativa                                                                                                   | 22,8 %                                  |                                         | 12448                                   |                                         |
| Konservativa                                                                                                   | −0,9 %                                  |                                         |                                         |                                         |
| UKIP | 5,0 %                                   |                                         | 2 724                                   |                                         |
| UKIP | +3,2 %                                  |                                         |                                         |                                         |
| Liberaldemokraterna                                                                                            | 2,8 %                                   |                                         | 1 525                                   |                                         |
| Liberaldemokraterna                                                                                            | −11,0 %                                 |                                         |                                         |                                         |
| Övriga partier & kandidater                                                                                    | 0,4 %                                   |                                         | 204                                     |                                         |
| Övriga partier & kandidater                                                                                    |                                         |                                         |                                         |                                         |
| Valdeltagande                                                                                                  | 71,4 %                                  |                                         | 54 676                                  |                                         |
| Valdeltagande                                                                                                  |                                         |                                         |                                         |                                         |
| Kandidater: GRN: Caroline Lucas, LAB: Purna Sen, CON: Clarence Mitchell, UKIP: Nigel Carter, LDM: Chris Bowers |                                         |                                         |                                         |                                         |

| Parlamentsvalet 2010: Brighton Pavilion                                                                             | Parlamentsvalet 2010: Brighton Pavilion | Parlamentsvalet 2010: Brighton Pavilion | Parlamentsvalet 2010: Brighton Pavilion | Parlamentsvalet 2010: Brighton Pavilion |
| --- | --------------------------------------- | --------------------------------------- | --------------------------------------- | --------------------------------------- |
| |                                         |                                         |                                         |                                         |
| Parti | Andel                                   |                                         | Antal                                   |                                         |
| Greens | 31,3 %                                  |                                         | 16 238                                  |                                         |
| Greens | +9,4 %                                  |                                         |                                         |                                         |
| Labour | 28,9 %                                  |                                         | 14 986                                  |                                         |
| Labour | −7,5 %                                  |                                         |                                         |                                         |
| Konservativa | 23,7 %                                  |                                         | 12 275                                  |                                         |
| Konservativa | +0,4 %                                  |                                         |                                         |                                         |
| Liberaldemokraterna                                                                                                 | 13,8 %                                  |                                         | 7 159                                   |                                         |
| Liberaldemokraterna                                                                                                 | −2,2 %                                  |                                         |                                         |                                         |
| UKIP | 1,8 %                                   |                                         | 948                                     |                                         |
| UKIP | +0,6 %                                  |                                         |                                         |                                         |
| Övriga partier & kandidater                                                                                         | 0,4 %                                   |                                         | 228                                     |                                         |
| Övriga partier & kandidater                                                                                         |                                         |                                         |                                         |                                         |
| Valdeltagande | 70,0 %                                  |                                         | 51 834                                  |                                         |
| Valdeltagande |                                         |                                         |                                         |                                         |
| Kandidater: GRN: Caroline Lucas, LAB: Nancy Platts, CON: Charlotte Vere, LDM: Bernadette Millam, UKIP: Nigel Carter |                                         |                                         |                                         |                                         |

## Kartor

Valkretsens utbredning i Sydöstra England sedan 2024.
Valkretsens utbredning i East Sussex 2010–2024.